# اسلوپ کلاس هستینگز
اسلوپ کلاس هستینگز (به انگلیسی: Hastings-class sloop) یک کلاس از اسلوپ‌ها است که طول آن ۲۵۰ فوت (۷۶ متر) می‌باشد.